# Kościół Podwyższenia Krzyża Świętego w Lisewie
Kościół Podwyższenia Krzyża Świętego – rzymskokatolicki kościół parafialny należący do parafii pod tym samym wezwaniem (dekanat Chełmno diecezji toruńskiej).
Świątynia ma około 700 lat, gdyż w swoim zasadniczym zrębie została wzniesiona pod koniec XIII wieku. Na przełomie XV i XVI wieku od strony północnej została dobudowana do niej kruchta, która w XVIII wieku została przebudowana na kaplicę. W latach 1551−1585, dzięki staraniom wojewody chełmińskiego Stanisława Kostki, została zbudowana gotycko-renesansowa, trzykondygnacyjna, ceglana wieża, której podstawa została założona na zbliżonym do kola planie. W rzeczywistości jest to szesnastobok. Z cegły został zbudowany również jej dach hełmowy. Wieża ta dodaje malowniczości surowemu, kamienno-ceglanemu kościołowi. Prezbiterium jest ozdobione schodkowym szczytem. Do wnętrza wchodzi się przez gotycki portal. We wnętrzu znajduje się wiele cennych zabytków, m.in. gotycka szafka ołtarzowa, rokokowy ołtarz główny, powstały w 2 połowie XVIII wieku, umieszczony wcześniej w kościele franciszkanów w Chełmnie, barokowe ołtarze boczne. Świątynia posiada także okazałe alabastrowe epitafium rodziny Kostków z 1591 roku, ozdobione sceną Sądu Ostatecznego, odkute w warsztacie van den Blocków w Gdańsku.
W lisewskim kościele pochowani są członkowie rodu Kostków, związanych w XVI i XVII w. z Lisewem jako starostowie lipieńscy, w tym Stanisław Kostka, wojewoda chełmiński oraz jego synowie, Jan Kostka, kasztelan gdański i wojewoda sandomierski, i Stanisław.,

## Kult Matki Bożej Śnieżnej
Obraz nieznanego autora, Matki Boskiej Śnieżnej został umieszczony w kościele w poł. XVII wieku. Większą jego część pokrywają obecnie srebrne sukienki Maryi i Dzieciątka wykonane w poł. XVIII wieku. Przed obrazem w ciągu stuleci licznie gromadzili się na modlitwie czciciele Maryi. 7 października 2003 r. odbyła się uroczysta koronacja obrazu Matki Bożej Lisewskiej, dokonana przez abp Mariana Przykuckiego, bp Andrzeja Suskiego i bp Józefa Szamockiego. Koronację poprzedziło odczytanie telegramu od Jana Pawła II, który wcześniej, 16 lipca 2003 r. pobłogosławił korony.